# Стия

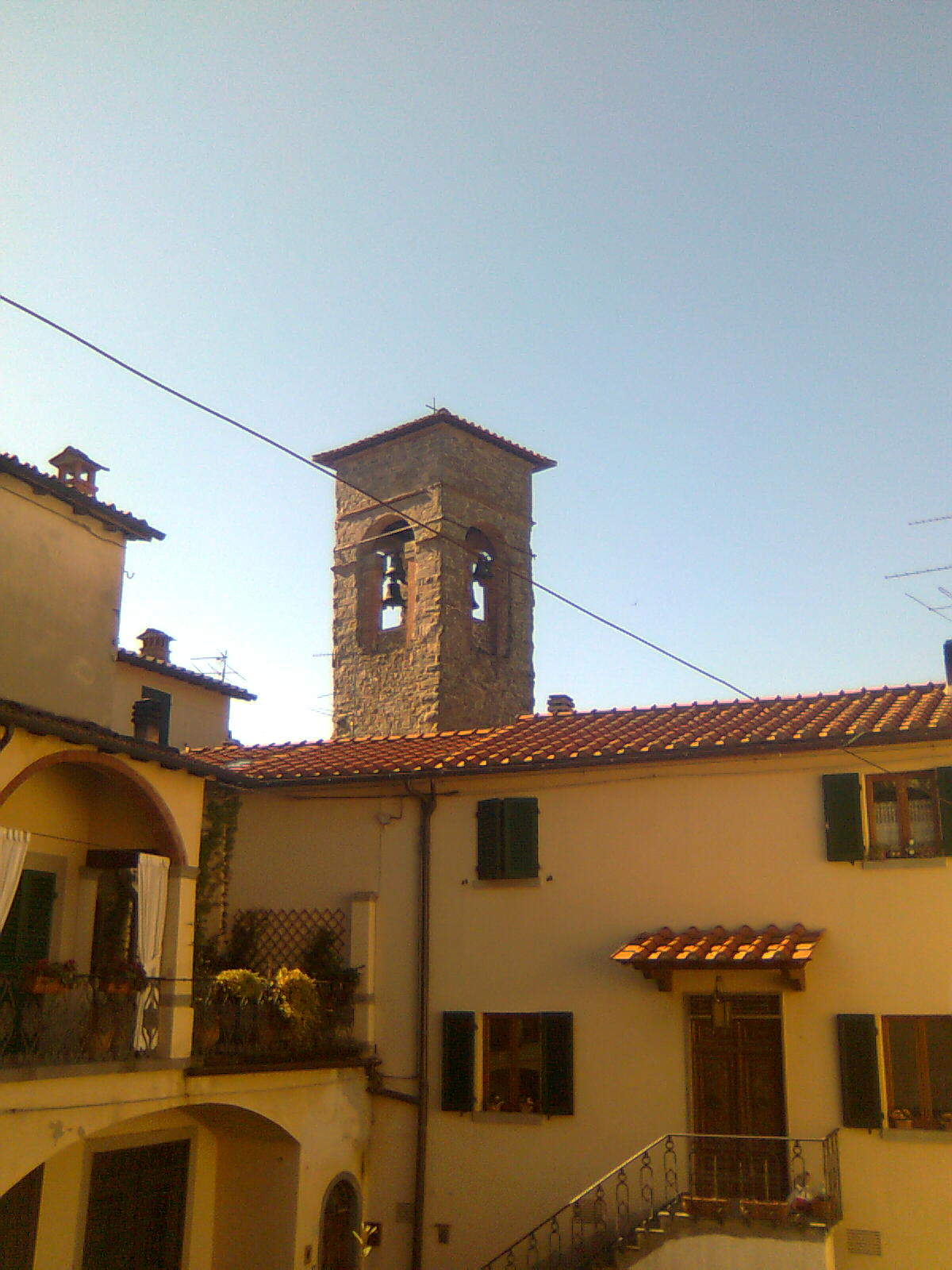
Колокольня храма Успения Пресвятой Богородицы

Стия (итал. Stia) — фракция коммуны Пратовеккьо-Стия в Италии, в области Тоскана, в провинции Ареццо. 
1 января 2014 года была объединена с коммуной Пратовеккьо в единую коммуну Пратовеккьо-Стия.
В 2011 году население коммуны составляло 2904 человек.
В коммуне 15 августа особо празднуется Успение Пресвятой Богородицы.

## Демография
Динамика населения:

## Достопримечательности
- Замок Порчано